# Île de Mainau
Mainau () est une petite île allemande de 45 hectares, dans le Land de Bade-Wurtemberg, située dans la partie nord-ouest du lac de Constance, l'Überlinger See. Ses côtes méridionales sont accessibles grâce à un pont et par bateau. L'île, qui fait partie du quartier Litzelstetten-Mainau de la ville de Constance, également appelée l'« île aux Fleurs », est un lieu touristique. 
Elle est la propriété des descendants de Lennart Bernadotte, un membre de la branche cadette des Bernadotte, la famille royale de Suède, puisque Lennart était le cousin germain de Gustave Adolphe de Suède, duc de Västerbotten, le père du roi Charles XVI Gustave. 

## Situation géographique
L'île de Mainau est la troisième île du lac de Constance par la taille. L'île se situe à une hauteur entre 395 et 425 mètres au-dessus du niveau de la mer. Ses dimensions sont pour sa longueur 1100 mètres et en sa plus large partie 610 mètres. Sa population est très faible : en 2008, on estime son nombre à 185 habitants.

## Aménagement de l'île

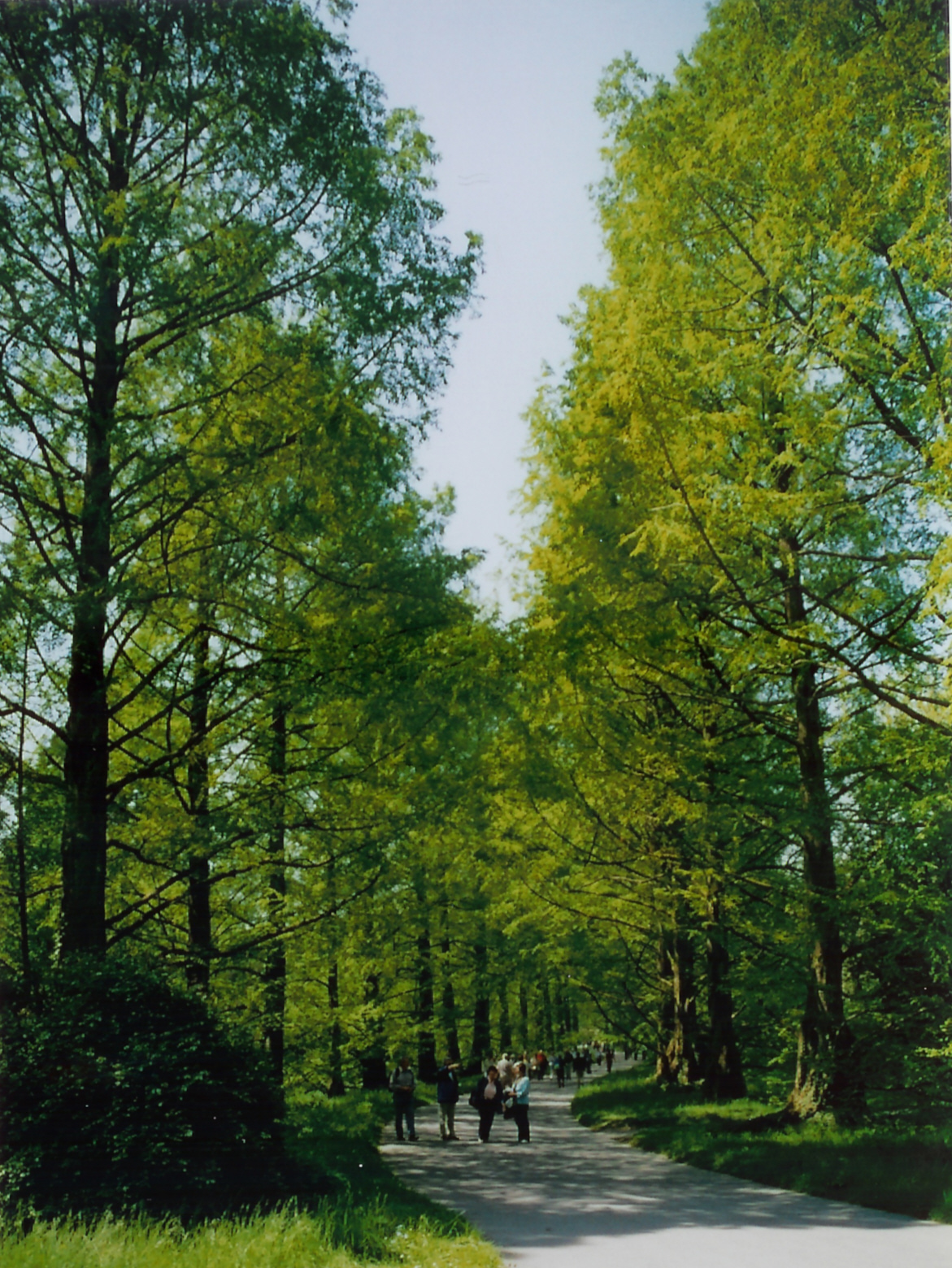
L'allée des Séquoias.

## Le parc et les jardins du château
Le doux climat du lac de Constance est très propice au développement de palmiers et d'autres plantes méditerranéennes qui composent le parc du château et les jardins de l'île. En raison de cette richesse en plantes tropicales, l'île de Mainau est également appelée « l'île aux fleurs du lac de Constance » (die Blumeninsel im Bodensee). Le comte Lennart Bernadotte, disparu en 2004, aimait l'appeler « le bateau de fleurs » (Blumenschiff).
Une des pièces maîtresses de l'île aux fleurs est l'arboretum, créé à partir de 1856. Il abrite plus de 500 espèces d'arbres dont en partie des arbres rares et précieux, telles certaines espèces de conifères. La fierté de l'arboretum est entre autres un des plus anciens Metasequoia glyptostroboides d'Allemagne qui, importé de Chine, a été planté sur les rives du jardin en 1952 alors qu'il ne mesurait que 70 centimètres. Il a plusieurs exemplaires du séquoia géant (Sequoiadendron giganteum). Les graines de ces arbres ont été importées de Californie en 1853 et plantées en 1864. À côté des séquoias se trouvent également des cèdres, des metasequoia et des arbres à tulipe. L’arboretum s’étend sur la plaine haute au nord-ouest du château. 

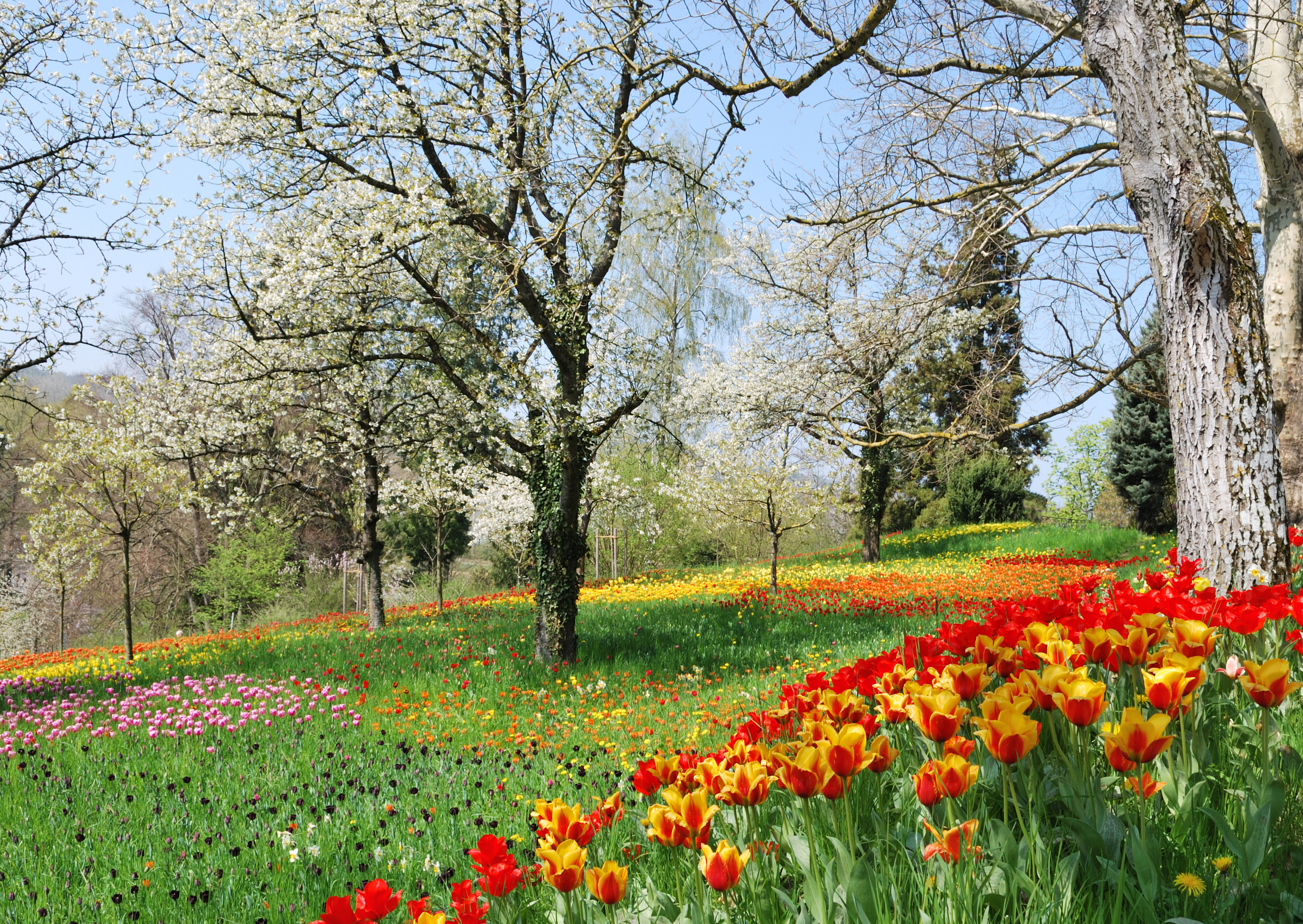
L'allée du Printemps.

Au printemps, fin mars-début avril, commence l’année de floraison sur l’île de Mainau, à commencer par la serre tropicale (Palmenhaus) avec une grande exposition d’orchidées. De fin mars à la mi-mai fleurit ensuite un feu d’artifice de couleurs avec des tulipes, des narcisses et des jacinthes. Dans la partie Est de l’île se trouve l’« allée du printemps » (Frühlingsallee) composée de milliers de tulipes, narcisses et jacinthes. Pensées, myosotis et primevères font également partie de la palette de couleurs.
Dans la période transitoire de mai à juin, fleurissent plus de 200 rhododendrons et autres variétés d’azalées. Le jardin aux roses, dessiné dans le style italien, est une conception strictement géométrique comprenant des pergolas, des sculptures et des fontaines. En été, le jardin aux roses est baigné dans le parfum de ses plus de 500 variétés de roses ; 30 000 rosiers de 1200 variétés différentes recouvrent l’île. L’allée du printemps mène à la terrasse méditerranéenne ornée de plantes exotiques en pot telles que des palmiers, des cactus, des bougainvilliers et des agaves. De cette terrasse, la vue sur le paysage du lac de Constance et des Alpes est imprenable.
En juillet fleurissent les brugmansias et les hibiscus, en août s’ajoutent les passiflores.
Au sud de l’île se trouve le jardin du Sud (Südgarten) où les champs de dahlias composés d’environ 20 000 buissons de dahlias de 250 variétés différentes fleurissent de septembre à octobre. Dans son prolongement vers l’est se situe le jardin du bord de lac qui comporte une collection de différentes variétés de fuchsias. L’attraction de ce jardin est le modèle réduit en relief du lac de Constance exclusivement dessiné avec des fleurs et qui change de couleur au fil des saisons par le changement des floraisons(jaune, vert, rouge, gris, bleu, marron et noir).

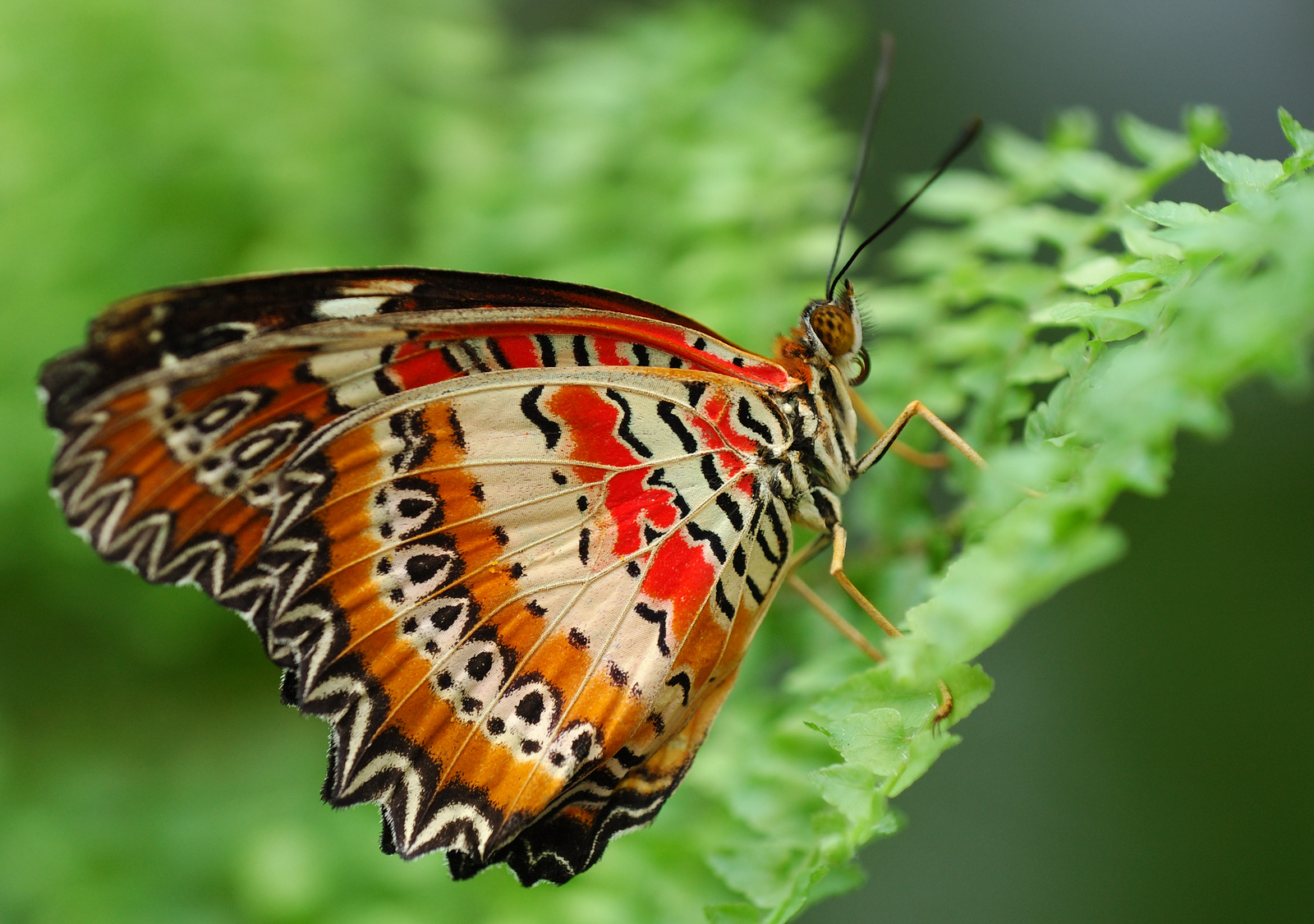
Dans la serre aux papillons.

Dans la serre aux papillons (Schmetterlingshaus) d’une superficie de 1 000 m2 ouverte toute l’année, les visiteurs peuvent se promener dans une atmosphère très tropicale. En effet, à une température constante de 26 °C et avec un taux d’humidité de l’air entre 80 % et 90 %, des plantes tropicales et des cascades garantissent la sensation d'une promenade en terres inconnues. Selon la saison, entre 700 et 1000 papillons de près de 80 espèces différentes volent librement entre les visiteurs. Près d’un tiers des papillons présents dans la serre se reproduisent naturellement. L’estimation du nombre de papillons reste de ce fait difficilement contrôlable ; c’est pour cela que la serre se voit livrer chaque semaine 400 cocons d’éleveurs du Costa Rica, d’Angleterre et des Pays-Bas. Le budget en cocons s’élève annuellement à 20 000 euros. Aux alentours de la serre aux papillons a été aménagée une zone attirant les espèces de papillons locales, dont fait partie le jardin aromatique avec près de 150 plantes odorantes.
En dehors des jardins, le parc abrite également un enclos réservé aux paons, une ferme avec des chèvres et des poneys et des restaurants. Un espace spécialement conçu pour les plus jeunes visiteurs est le jardin aquatique (Wasserwelt) qui s’étend sur 1 100 m2, aire de jeu avec un bassin d’une profondeur de 60 cm aménagé dans l’esprit d’un petit lac. Au centre du bassin de 170 000 litres se trouve une petite île. Les enfants peuvent ainsi s’amuser à faire des traversées en radeau et à jouer aux aventuriers. Tout autour du petit lac et sur l’île sont construites des cabanes reliées entre elles par des passerelles, des jeux d’escalade et des jeux d’eau.

## Ses ouvrages d'art

### Le château

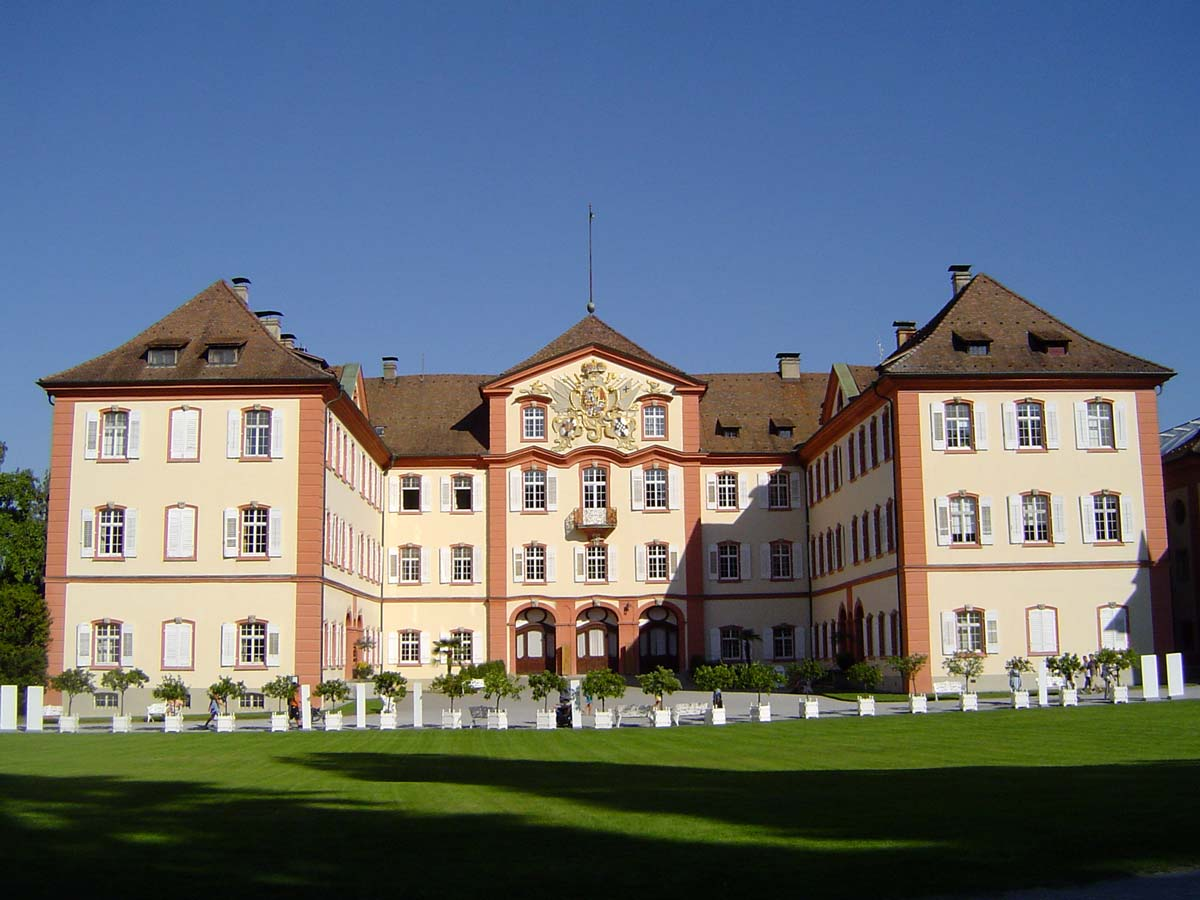
Le château de Mainau.

Le château a été construit d’après les plans et sous les commandes de Johann Caspar Bagnato (Giovanni Gaspare Bagnato) dès 1739 et terminé en 1746. Le château baroque composé de trois ailes est construit autour d’une cour d’honneur et il est bordé par des jardins en terrasse. La façade centrale du château est ornée du blason monumental de l’ordre allemand des chevaliers teutoniques. 

À l’exception de l’aile nord, qui est l’aile privée réservée à l'usage de la famille Bernadotte, le château est ouvert aux visites. 

La pièce maîtresse de l’aile privée du château est l’ancienne salle d’audience tout en blanc et or également appelée « salle blanche » (Weisser Saal). Ses portes sont ouvertes au public uniquement lors de concerts et d’évènements extraordinaires.

L’aile centrale abrite des expositions temporaires et dans l’aile sud est installé un café avec terrasse donnant sur la maison des palmiers.

### L’église du château

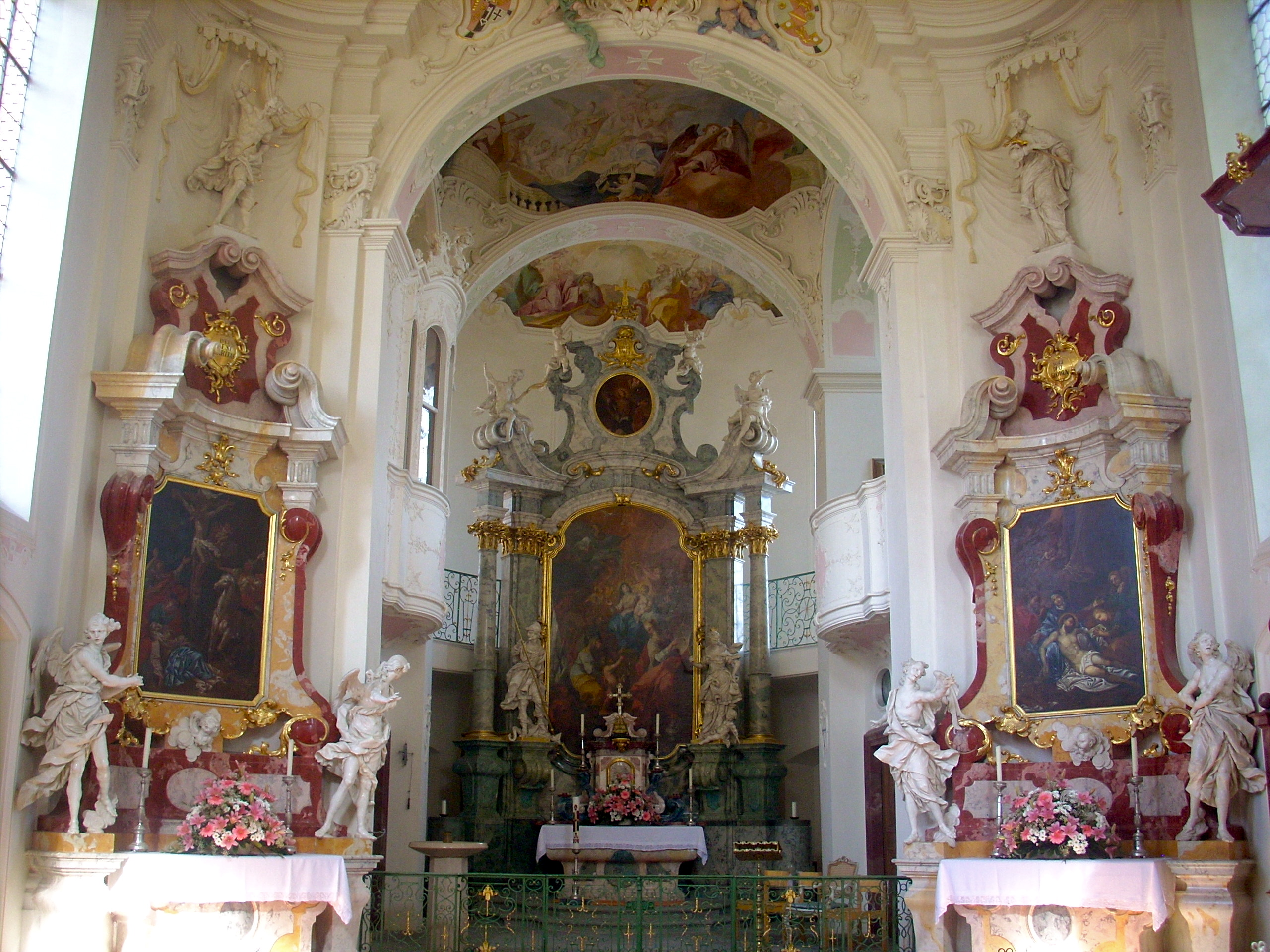
Intérieur de l'église.

L’église Sainte-Marie située à côté du château sur la côte sud-est de l’île, bâtie de 1732 à 1739, est la première des églises construite par Bagnato. L’église du château est une salle d’église rectangulaire de 20 mètres le long et 9.5 mètres de large avec un chœur en arc de cercle. L’église comporte un majestueux orgue et des sculptures de Joseph Anton Feuchtmayer (1696-1770). Franz Joseph Spiegler (1691-1757) ajouta en 1737/1738 les fresques et les peintures des voutes. Johann Baptist Babel (1716-1799) ajouta une madone noire aux sculptures. Les deux autels sont ornés de nombreuses sculptures d’anges. L’autel de gauche est couronné par la statue du martyr Sébastien. L’autel principal est mis en valeur par un tableau où figure la Vierge Marie et l’enfant, la sainte famille et l’anabaptiste. Dans la crypte se trouve la tombe de Bagnato. Le grand-duc Dmitry Pavlovitch Romanov (meurtrier de Raspoutine) y est enterré. Cette église est considérée comme le point de départ de l’art baroque en Souabe. Elle est fréquemment utilisée pour les mariages.

## Histoire

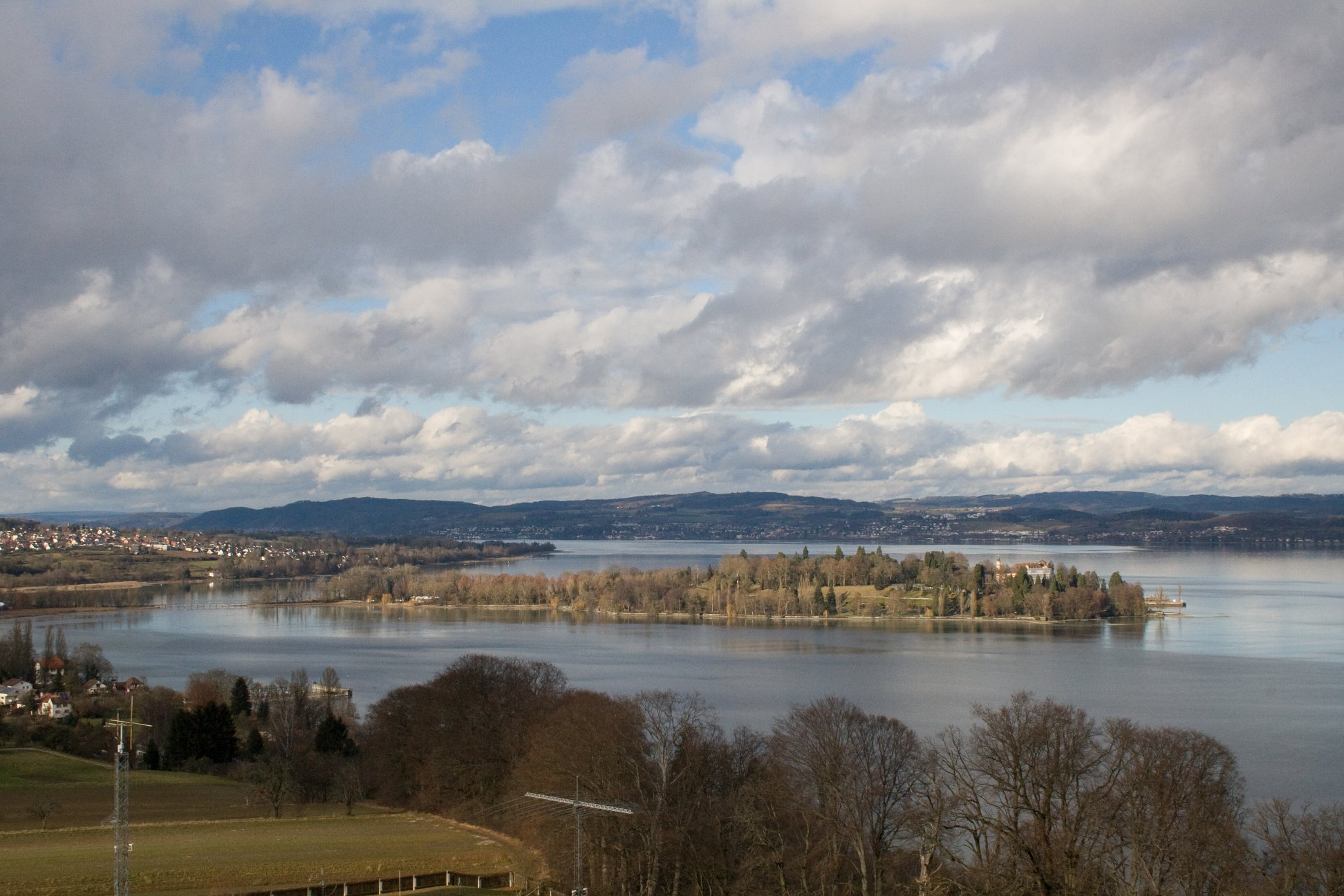
L'île de Mainau (vue d'ensemble).

### Préhistoire et histoire ancienne
Sur les côtes du Sud de l’île ont été retrouvées en 1862 des traces préhistoriques. On y retrouva des fragments de poterie, des éclats de silex, des cales et une hache. Cependant, ces trouvailles furent dérobées par le gérant du domaine Walter en 1864. 
Un village palafitte de 6 maisons a été retrouvé en 1930 et daté vers 3000 av. J.-C. dans l’ère Néolithique, sur toute la plage du nord et du sud-ouest.
Aux environs de l’an 400 av. J.-C., l’île de Mainau était vraisemblablement terre d’accueil de tribus celtes. Des preuves concrètes n’ont cependant pas encore été mises au jour.

### L’Antiquité
Dans les années 15 à 13 av. J.-C., sous les ordres de l’empereur romain Auguste, Tibère et Drusus œuvrèrent pour soumettre le peuple rhète, établit en Rhétie, soit une partie des territoires entourant le lac de Constance actuellement et de ce fait également l’île de Mainau. D’après les écrits de Strabon, Tibère a utilisé une île du lac de Constance comme base navale lors de sa bataille navale contre les Vendéliques en 15 av. J.-C.. Les quatre plus grandes îles du lac de Constance entrèrent en considération : Lindau, Mainau, Wasserburg et Reichenau. Après l’élimination de Lindau et Wasserburg grâce à certaines données historiques, Mainau et Reichenau restèrent longtemps deux possibilités. Cependant, des découvertes d’objets soutiennent aujourd’hui la thèse que la base navale se trouvait sur l’île de Mainau.

### Au Moyen Âge  et au début des temps modernes

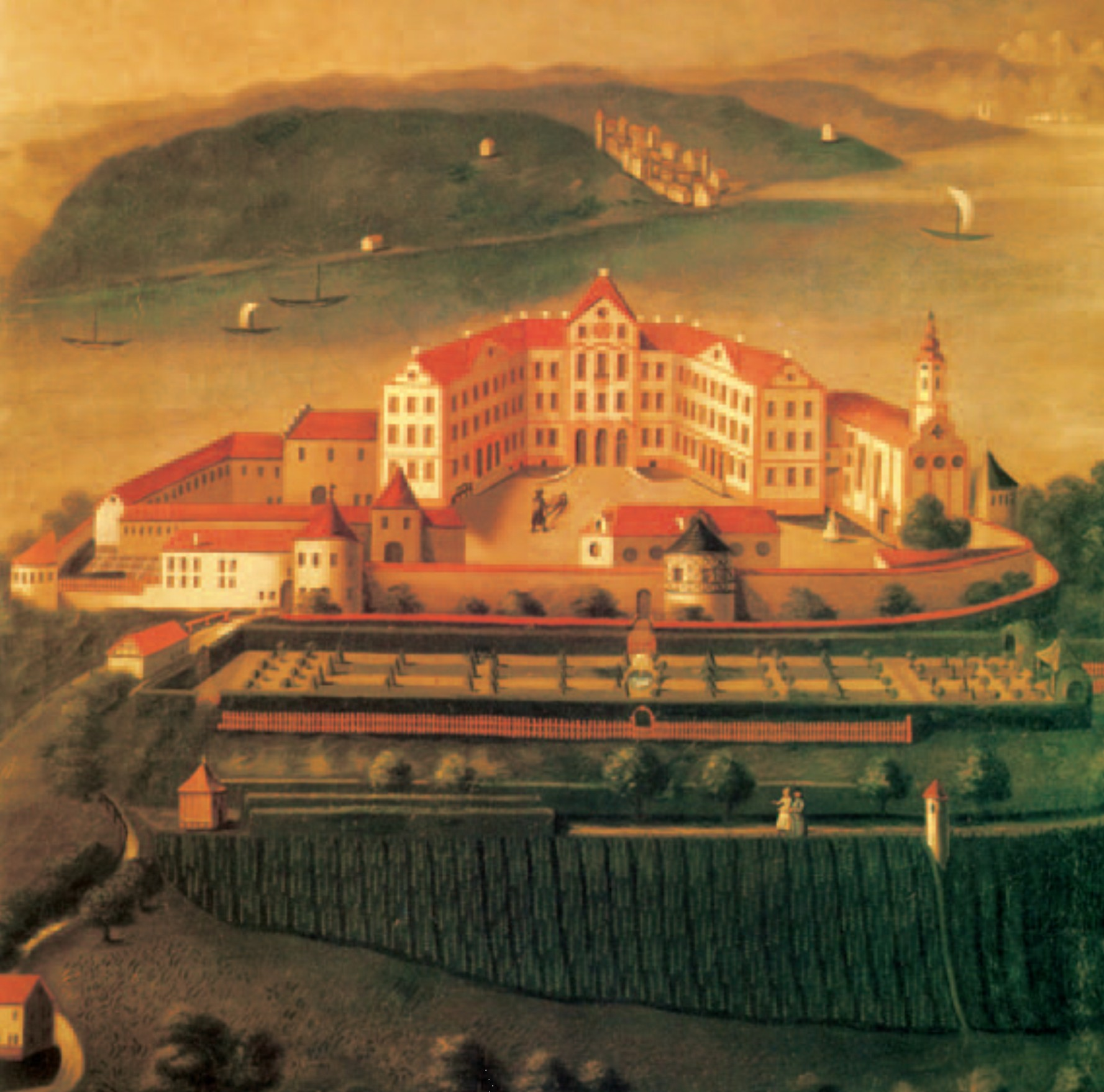
L'île de Mainau en 1800.

Au IVe siècle, les Alamans ont relayé les Romains sur les territoires entourant le lac de Constance. On ne retrouva cependant pas de traces de villages sur Mainau. Aux Ve et VIe siècles, l’île de Mainau devient, en raison de sa situation stratégique, un bien du duché alaman puis un bien du royaume franc. Ainsi, l’île de Mainau devient un siège de chevaliers.
En 724, l’île de Mainau fut offerte, avec d’autres terres, au très puissant monastère de Reichenau. Des écrits témoignant des constructions sur l’île n’ont cependant pas été retrouvés. Le monastère de Reichenau a possédé l'île du IXe au XIIIe siècle. Elle est passée ensuite aux mains des chevaliers de l'Ordre Teutonique.

### AuxXVIIIeetXIXesiècles
En 1732, sous la direction de l’architecte de l'Ordre Johann Caspar Bagnato, a débuté la construction de l'église Sainte Marie et du château, tous deux de style baroque. Les fresques de l'église ont été ébauchées par Franz Joseph Spiegler en 1737/1738. En 1806, à la suite de la sécularisation imposée par Napoléon Ier, l'Ordre perdit Mainau ; différents propriétaires privés se succédèrent jusqu'à ce que l'île soit acquise en 1853 par le grand-duc régent de Bade Frédéric Ier, qui en fit sa résidence d’été.

Le grand-duc transforma l'île grâce à ses jardiniers Chr. Schlichter et surtout Ludwig Eberling, qui fut au service de Frédéric Ier de 1856 à 1898. Les visions et les idées du grand-duc alliées au savoir-faire de ses jardiniers donnèrent à l'île son aspect actuel. Bien que Mainau ait été laissée à l'abandon après la mort de Frédéric Ier en 1907, c'est pourtant au cours de sa régence que fut posée la première pierre de l'île aux fleurs.

### AuXXesiècle

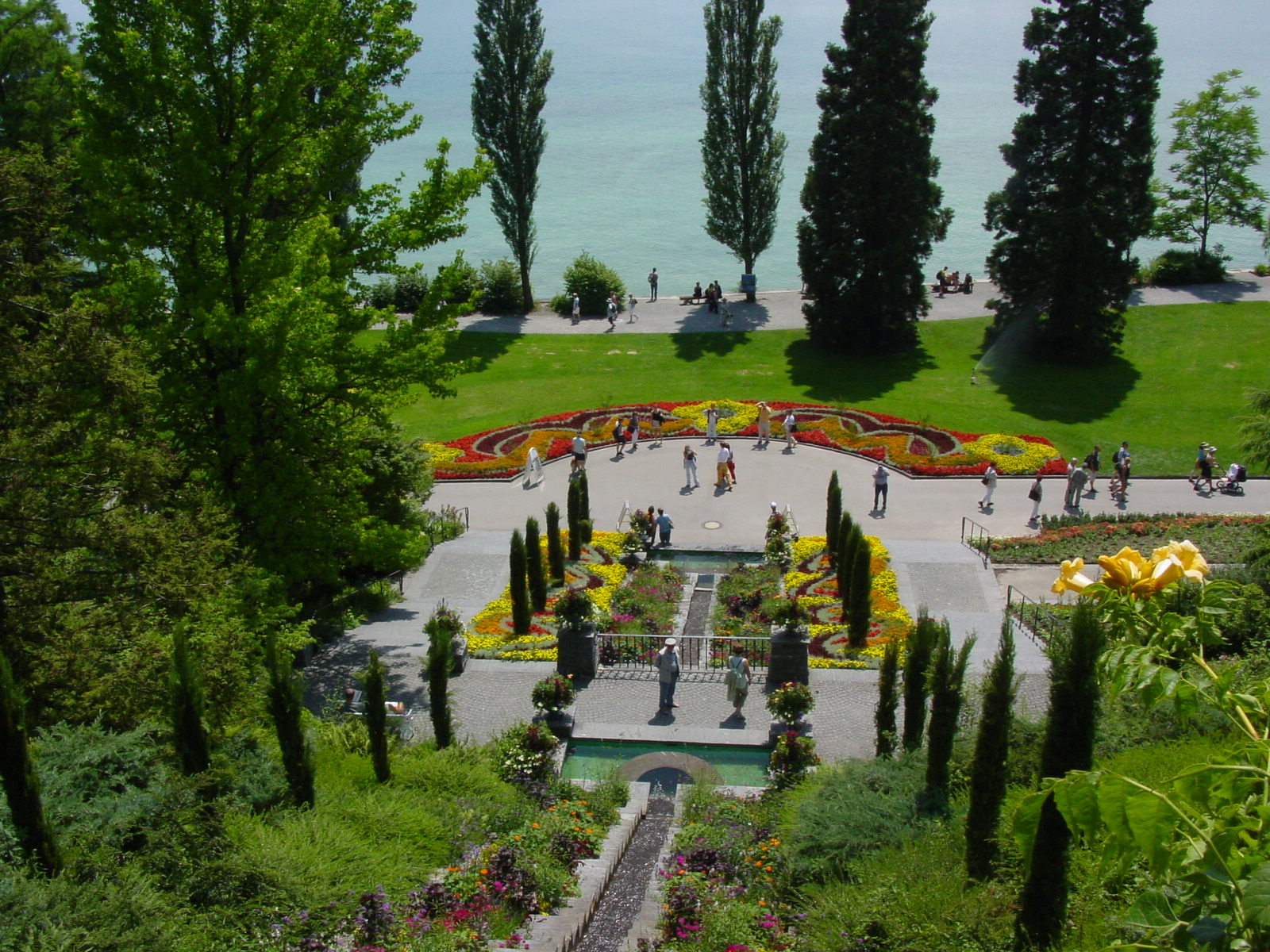
Vue des berges de Mainau.

Après la Première Guerre mondiale, comme tous les souverains allemands, le grand-duc Frédéric II abdiqua, mais garda néanmoins l'Ile de Mainau comme propriété privée.
À sa mort, l'île devint en 1928 la propriété de sa sœur, Victoria, épouse du roi Gustave V de Suède et est laissée quasi à l'abandon. À son décès, en 1930, le prince Guillaume de Suède, fils cadet de Gustave V et de Victoria, en hérite. C'est son fils unique, Lennart Bernadotte (1909-2004), qui y avait passé des semaines d'été lorsqu'il était enfant, qui se posa le défi de faire renaître un petit paradis végétal sur l'île. Puis en 1932, il s'y retira entièrement et la rendit accessible au public.
Après l'arrivée au pouvoir d'Adolf Hitler en 1933, l'île connut un grand succès auprès des organisations de loisirs nationales socialistes comme celle du « Kraft durch Freude » (La force par la joie). En 1935, l’île accueillit 50 000 visiteurs. Pendant la Seconde Guerre mondiale, durant l’été 1943, Lennart Bernadotte loua l’île à l'organisation Todt, agissant sous l'égide du ministère de l’Armement d’Albert Speer. Le château fut entièrement restauré et meublé pour y accueillir les officiers et les industriels méritants au regard des critères du national-socialisme. À l’automne 1944, le ministère des Affaires étrangères du Troisième Reich mit l'île à disposition des collaborationnistes français sous Jacques Doriot (1898-1945) qui fuyaient, avec le gouvernement de Vichy, l'avancée des armées alliées. Doriot voulait à partir de l'île de Mainau appeler à la réaction, en vue de libérer la France de ce qu'il qualifiait de domination gaulliste et communiste. Le 6 janvier 1945, il y annonça la création d'un « Comité français de Libération ».
En mars 1945, la première armée française, sous les ordres du général Jean de Lattre de Tassigny, traversa le Rhin et découvrit l'horreur des camps de déportation et d'extermination. Une "section santé" avec pour mission l'accueil, la prise en charge et l'évacuation des déportés français et alliés fut créée. Ainsi, en mai 1945, un centre hospitalier s'installa sur l'île de Mainau réquisitionnée par l'armée française afin d'apporter tous les soins nécessaires aux rescapés du camp de Dachau, notamment gravement atteints du typhus. Les déportés en état moins critique furent hospitalisés sur l'autre île du lac de Constance, l'île de Reichenau. Après avoir reçu tous les soins de première urgence, les déportés étaient soit rapatriés, soit dirigés vers des sanatoriums, en fonction de leur état de santé. Trente-trois déportés ne purent surmonter les traitements inhumains subis en déportation et décédèrent dans l'hôpital militaire français établi sur l'Île de Mainau, malgré les soins dispensés. Vingt-cinq d'entre eux furent inhumés dans un cimetière aménagé pour les circonstances dans l'île ; ils ont été identifiés. Le corps des huit autres déportés décédés ont été rapatriés par les Alliés dès le printemps 1945.
L'hôpital ferma en septembre 1945. Les troupes françaises quittèrent l'île de Mainau. En janvier 1946, le propriétaire Lennart Bernadotte, revenu sur l'île, prétendit avoir trouvé les installations endommagées et un château en grande partie vide. Il exigea d'être dédommagé par les autorités françaises. Il obtint gain de cause assez rapidement.
Lennart Bernadotte demanda et obtint également le démantèlement du cimetière, l'exhumation et le transfert des corps des déportés français, morts dans l'hôpital, au cimetière principal de Constance.
Dès juin 1946, l'île de Mainau rouvrait ses portes aux visiteurs.

### AuXXIesiècle
Les différentes demandes d'ériger un monument commémoratif rappelant la mort des trente-trois déportés français rescapés des camps de concentration qui moururent sur l'Île durant l'été 1945 restèrent lettre morte pendant des années jusqu'à la publication, le 19 décembre 2011, d'une lettre ouverte de l'Association franco-allemande de Constance adressée aux propriétaires de l'île de Mainau, la comtesse Bettina et le comte Björn (les deux enfants issus du second mariage de Lennart Bernadotte). Cette lettre les invitait, d'une part, à ériger une stèle commémorative à l'emplacement de l'ancien cimetière où furent enterrés les trente-trois déportés du camp de Dachau et, d'autre part, à retravailler la partie historique de la page d'accueil du site internet de l'île de Mainau. Ce courrier fut diffusé par la presse allemande et suisse.
Le 18 novembre 2012 fut inauguré, sur l'île de Mainau, un monument en mémoire des déportés de Dachau morts dans l'hôpital militaire français des suites de leur déportation. Cette inauguration eut lieu en présence de l'ambassadeur de France en Allemagne (de 2011 à 2014), Mr Maurice Gourdault-Montagne, de la conseillère des Français de l'étranger pour la circonscription d'Allemagne du Sud, Mme Nadine Fouques-Weiss, de Mr Pierre Caudrelier, alors président de la fédération des associations franco-allemandes pour la partie sud de l'Allemagne, et en présence des descendants de Lennart Bernadotte. L'association franco-allemande de Constance était également représentée pour cette cérémonie.
Devant ce monument en granit, les informations censées retracer les événements sont exposés dans leurs versions allemande, anglaise et française. Si les textes allemands et anglais étaient rigoureusement fidèles aux faits historiques, a contrario la version française portait gravement atteinte au devoir de mémoire. En effet, à en croire les rédacteurs "les prisonniers français (...) décédèrent des suites des mauvais traitements subis lors de leur détention dans l'hôpital militaire français alors installé dans l'île" (sic). Ce mésusage de l'Histoire, qui blanchit les nazis et incrimine les libérateurs, a déjà donné lieu à plusieurs commentaires via internet de visiteurs français ; les uns constatant l'énormité des allégations mensongères de la version française, les autres s'offusquant du comportement de l'armée française. Le texte français a été corrigé en 2023 pour être plus fidèle aux faits : "34 anciens détenus des camps de concentration (...) morts des suites de leur détention en camp de concentration".

### De nos jours
De nos jours, l'île de Mainau est gérée par la société privée « Insel Mainau GmbH », créée par Lennart Bernadotte. En 2005, Mainau a été visitée par 1,2 million de touristes. En 2007 a été inauguré le projet de l'artiste Stefan Szczesny ayant pour objet de transformer l'île en "une œuvre d'art intégrale". L'île reçoit chaque année plus d'un million de visiteurs.
Des informations historiques sont disponibles exclusivement en langue allemande sur le site internet touristique de l'île de Mainau à l'adresse suivante http://www.mainau.de.chronik.htlm